# Matthew Vaughn
Matthew Allard de Vere Drummond (nascut Matthew Allard Robert Vaughn; 7 de març de 1971), conegut professionalment com Matthew Vaughn, és un cineasta anglès. ha produït pel·lícules com Lock, Stock and Two Smoking Barrels (1998) and Snatch (porcs i diamants) (2000), i ha dirigit Crim organitzat (2004), Stardust (2007), Kick-Ass (2010), X-Men: First Class (2011), i Argylle (2024). Vaughn també ha creat la sèrie de còmics Kingsman i la franquícia resultant, dirigint, produint i coescrivint les pel·lícules Kingsman: The Secret Service (2014), Kingsman: The Golden Circle (2017), and The King's Man (2021).

## Primers anys
Vaughn va néixer a Paddington, Londres, Anglaterra. Fins al 2002, pensava que era fill d'una relació entre la seva mare, Kathy Ceaton (morta el 20 de juliol de 2013) i l'actor estatunidenc Robert Vaughn. Una investigació de paternitat als anys vuitanta va revelar que Robert Vaughn no era el seu pare, però Ceaton mai no ho havia explicat a Vaughn. En preguntar a la seva mare sobre la seva veritable paternitat, ella va revelar que el seu pare era George Albert Harley de Vere Drummond, un banquer anglès. Al principi de la vida de Vaughn, abans de la investigació de paternitat, Robert Vaughn havia demanat que el cognom del nen fos Vaughn, i avui continua com el nom professional de Vaughn, tot i que ara fa servir de Vere Drummond a la seva vida personal, haver-lo canviat oficialment el maig de 2002.
Vaughn es va educar a la Sussex House School a Londres i després a la Stowe School a Buckingham. Es va prendre un any sabàtic entre Stowe i la universitat, va viatjar per tot el món en una gira al Hard Rock Cafe. Després d'arribar a Los Angeles va començar a treballar com a ajudant d'un director de cinema. Més tard va tornar a Londres, i va assistir a l'University College London estudiant antropologia i història antiga. Va abandonar al cap d'unes setmanes.

## Carreres professionals
Amb 25 anys, Vaughn va produir un thriller de baix pressupost, The Innocent Sleep (1996), protagonitzat per Annabella Sciorra i Michael Gambon. Va continuar com a productor de la pel·lícula de l'amic Guy Ritchie Lock, Stock and Two Smoking Barrels. La pel·lícula va ser un èxit de crítica, popular i financer, guanyant Vaughn i Ritchie 9 milions de lliures cadascun. Més tard, Vaughn produiria les pel·lícules de Ritchie Snatch (porcs i diamants) i Enduts per la marea.
Vaughn va fer el seu debut com a director el 2004 amb Crim organitzat. La pel·lícula va tenir una bona acollida i el seu èxit va fer que Vaughn fos seleccionat per dirigir X-Men: La decisió final (2006), but he dropped out only two weeks before filming began. però va abandonar només dues setmanes abans de començar el rodatge. Posteriorment, va dir que la pel·lícula era "bastant bona" donat el temps limitat que tenien per fer-la, però va criticar la direcció de la pel·lícula de Brett Ratner. Per al seu següent projecte va coescriure i dirigir Stardust, seguit d'una adaptació a la pel·lícula de Kick-Ass de Mark Millar el 2010. Vaughn va dirigir i coescriure la primera pel·lícula a la trilogia preqüela de l'univers cinematogràfic X-Men titulada X-Men: First Class (2011). Vaughn va signar per tornar a la sèrie com a director de la seqüela, X-Men: Days of Future Past (2014), però va abandonar a favor de Bryan Singer que havia dirigit les dues primeres pel·lícules de la trilogia original, X-Men i X2: X-Men United. Vaughn es va mantenir lligat a la pel·lícula en coescriure el guió.
El següent projecte de direcció de Vaughn va ser Kingsman: The Secret Service (2014), una adaptació del còmic The Secret Service creat per Mark Millar i Dave Gibbons a partir d'un concepte de Millar i un Vaughn inicialment no acreditat (Vaughn s'acredita com a co-creador del còmic en totes les republicacions des del 2014). La pel·lícula va ser escrita per Vaughn i Jane Goldman, i produïda per la productora de Vaughn, Marv Films. Vaughn va tornar a dirigir, produir i coescriure la la seqüela de Kingsman, Kingsman: The Golden Circle, que es va estrenar als cinemes el setembre de 2017. Vaughn també va dirigir i va proporcionar la història de The King's Man, la tercera entrega de la franquícia que serveix com a preqüela de la pel·lícula original. Endarrerida a partir del novembre de 2019 a causa tant de la modificació de la programació després de l'l'adquisició de Disney de 21st Century Fox com de la posterior pandèmia de COVID-19, la pel·lícula es va estrenar el 22 de desembre de 2021.
El març de 2017, Collider va informar que Vaughn era la millor opció per dirigir Man of Steel 2; al setembre d'aquell any, Vaughn va confirmar que estava en negociacions amb l'estudi per dirigir el projecte. El març de 2019, Vaughn va declarar que les discussions amb Warner Bros. havien acabat i que ja no estava involucrat en el desenvolupament de la pel·lícula.
Vaughn va començar a treballar en la pel·lícula d'espies Argylle el 2021, una història original escrita per Jason Fuchs i protagonitzada per un elenc de conjunt que inclou Henry Cavill, Sam Rockwell, Bryce Dallas Howard, Samuel L. Jackson, Bryan Cranston i John Cena. La pel·lícula seria distribuïda per Apple TV+, que va obtenir els drets per 200 milions de dòlars, i també s'estrenaria als cinemes distribuïda per Universal Pictures.
El gener de 2024, Vaughn va anunciar que produiria una tercera pel·lícula Kick-Ass, titulada School Fight, dirigida pel seu coordinador d'acrobàcies Damien Walters al seu llargmetratge debut, que en secret ja havia tingut llum verda i havia acabat el rodatge. També anuncia dues pel·lícules més de la franquícia Hit-Girl & Kick-Ass que estaran en desenvolupament, que seran produïdes per ell com a trilogia, sota els títols provisionals Vram i Kick-Ass.

## Vida personal
El 25 de maig de 2002, Vaughn es va casar amb la supermodel alemanya Claudia Schiffer a Suffolk. La parella té un fill i dues filles. Tenen cases a Notting Hill, Londres, Northamptonshire i Coldham Hall, Stanningfield, Suffolk.

## Filmografia

### Cinema
| Any  | Títol                        | Director | Productor | Guionista |
| ---- | ---------------------------- | -------- | --------- | --------- |
| 2004 | Crim organitzat              | Sí       | Sí        | No        |
| 2007 | Stardust                     | Sí       | Sí        | Sí        |
| 2010 | Kick-Ass                     | Sí       | Sí        | Sí        |
| 2010 | The Debt                     | No       | Sí        | Sí        |
| 2011 | X-Men: First Class           | Sí       | No        | Sí        |
| 2014 | X-Men: Days of Future Past   | No       | Sí        | Story     |
| 2014 | Kingsman: The Secret Service | Sí       | Sí        | Sí        |
| 2017 | Kingsman: The Golden Circle  | Sí       | Sí        | Sí        |
| 2021 | The King's Man               | Sí       | Sí        | Sí        |
| 2024 | Argylle                      | Sí       | Sí        | No        |
| 2024 | School Fight                 | No       | Sí        | No        |
| 2025 | The Stuntman                 | No       | Sí        | Sí        |
| TBA  | Project X                    | Sí       | No        | No        |

Només productor
- The Innocent Sleep (1996)
- Lock, Stock and Two Smoking Barrels (1998)
- Snatch (porcs i diamants) (2000)
- Mean Machine (2001)
- Enduts per la marea (2002)
- A Short Film About John Bolton (2003)
- Harry Brown (2009)
- Kick-Ass 2 (2013)
- Fantastic Four (2015)
- Eddie the Eagle (2016)
- Rocketman (2019)
- Bloodshot (2020) (Executive producer)
- Silent Night (2021)
- Tetris (2023)
- School Fight (2024)

### Televisió
Productor executiu
- Lock, Stock... (2000)
- Swag (2003)
- Make My Day (2003) (Documental)

### Videojoc
Productor
- Kick-Ass: The Game (2010)

## Col·laboradors habituals
Actors i actrius
| WorkActor            |                 |          |          |                    |                              |                             |                |         |
| WorkActor            | Crim organitzat | Stardust | Kick-Ass | X-Men: First Class | Kingsman: The Secret Service | Kingsman: The Golden Circle | The King's Man | Argylle |
| -------------------- | --------------- | -------- | -------- | ------------------ | ---------------------------- | --------------------------- | -------------- | ------- |
| Randall Batinkoff    |                 |          | 1        | 1                  |                              |                             |                |         |
| Geoff Bell           |                 | 1        |          |                    | 1                            |                             |                |         |
| Sofia Boutella       |                 |          |          |                    | 1                            |                             |                | 1       |
| Henry Cavill         |                 | 1        |          |                    |                              |                             |                | 1       |
| Sophie Cookson       |                 |          |          |                    | 1                            | 1                           |                |         |
| Taron Egerton        |                 |          |          |                    | 1                            | 1                           |                |         |
| Colin Firth          |                 |          |          |                    | 1                            | 1                           |                |         |
| Jason Flemyng        | 1               | 1        | 1        | 1                  |                              |                             |                |         |
| Dexter Fletcher      | 1               | 1        | 1        |                    |                              |                             |                |         |
| Michael Gambon       | 1               |          |          |                    |                              | 1                           |                |         |
| Tamer Hassan         | 1               |          | 1        |                    |                              |                             |                |         |
| Edward Holcroft      |                 |          |          |                    | 1                            | 1                           |                |         |
| Samuel L. Jackson    |                 |          |          |                    | 1                            |                             |                | 1       |
| Aaron Taylor-Johnson |                 |          | 1        |                    |                              |                             | 1              |         |
| Corey Johnson        |                 |          | 1        | 1                  | 1                            |                             |                |         |
| Sienna Miller        | 1               | 1        |          |                    |                              |                             |                |         |
| Mark Strong          |                 | 1        | 1        |                    | 1                            | 1                           |                |         |
| Samantha Womack      |                 |          |          |                    | 1                            | 1                           |                |         |

Tripulació
| WorkCrew         |                 |          |          |                    |                              |                             |                |         |
| WorkCrew         | Crim organitzat | Stardust | Kick-Ass | X-Men: First Class | Kingsman: The Secret Service | Kingsman: The Golden Circle | The King's Man | Argylle |
| ---------------- | --------------- | -------- | -------- | ------------------ | ---------------------------- | --------------------------- | -------------- | ------- |
| Adam Bohling     | 1               |          | 1        |                    | 1                            | 1                           | 1              | 1       |
| Ben Davis        | 1               | 1        | 1        |                    |                              |                             | 1              |         |
| Jane Goldman     |                 | 1        | 1        | 1                  | 1                            | 1                           |                |         |
| Eddie Hamilton   |                 |          | 1        | 1                  | 1                            | 1                           |                |         |
| Jon Harris       | 1               | 1        | 1        |                    | 1                            |                             | 1              |         |
| Henry Jackman    |                 |          | 1        | 1                  | 1                            | 1                           |                |         |
| Matthew Margeson |                 |          | 1        | 1                  | 1                            | 1                           | 1              |         |
| George Richmond  |                 |          |          |                    | 1                            | 1                           |                | 1       |
| Lee Smith        |                 |          |          | 1                  |                              |                             |                | 1       |
| Take That        |                 | 1        |          | 1                  | 1                            |                             |                |         |